# Pelagiska öarna

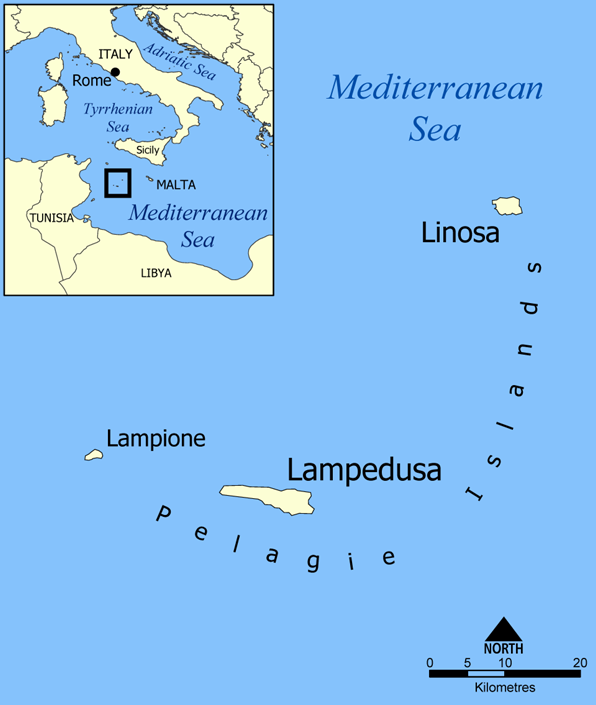
Engelskspråkig karta över Pelagiska öarna.

Pelagiska öarna (italienska: Isole Pelagie) är en italiensk ögrupp i Medelhavet, mellan Malta och Tunisien. Den omfattar öarna Lampedusa, Conigli (4,4 hektar, obebodd och helt intill Lampedusas sydvästkust), Linosa och Lampione (obebodd). Viktiga näringar är turism, fiske (sardiner och tvättsvamp) och lättare konserveringsindustri.